# Лернер, Пётр Михайлович
Пётр Михайлович Лернер — узбекский советский учёный-медик, эпидемиолог, доктор медицинских наук (1971), профессор (1972), писатель. Отличник здравоохранения СССР (1958), заслуженный врач Узбекской ССР (1966), заслуженный деятель науки Узбекской ССР (1980).

## Биография
Родился в городе Шепетовке Хмельницкой области (Украина) 23 февраля 1922 года.

### Семья
Мать — Батшева Гершовна Вейцман. Отец — Мейлах Дувидович Лернер. Супруга Ольга. Дочери — Наталья и Татьяна. Внуки — Владик (Зеэв) и Рома, внучка — Ирина.

### Работа
- Работал главврачом районной, городской и областной санэпидемстанций (Самарканд).
- Главным эпидемиологом Самаркандской области,
- В Самаркандском мединституте — ассистент, доцент, профессор.
- Заведующий кафедры эпидемиологии (1978—1994)
- Декан Самаркандского мединститута (1970—1976).
- Проректор по научной работе(1976—1985).
- Председатель диссертационного Совета мединститута (1976—1985)

### Разработал
Новый метод лечения гименолепидоза. Метод утвержден Всемирной организацией здравоохранения (Женева,1975 г.)
Эффективный метод диагностики гельминтозов. Разработал, и внедрил в широкую практику научную систему профилактики и борьбы с рядом инфекционных заболеваний. В результате чего было достигнуто их многократное снижение. Им впервые установлена продолжительность жизни лямблий и карликового цепня в организме человека. П. М. Лернер непосредственно участвовал в ликвидации многочисленных вспышек холеры, натуральной оспы, сыпного тифа, чумы, брюшного тифа, полиомиелита, дифтерии и других инфекционных заболеваний в республике. Им была организована первая и единственная кафедра эпидемиологии на лечебном факультете медицинских вузов не только в Узбекистане, но и во всей Средней Азии. Он участвовал в работе 11 Международных конгрессов. Являлся редактором ряда монографий и научных трудов. Принимал активное участие в подготовке научных кадров.
-П. М. Лернер отнесен к известным деятелям, внесшим значительный вклад в развитие Узбекистана и всей Средней Азии. Всего за всю историю Узбекистана перечислено 606 человек — Arboblar.uz

## Труды и книги
Автор 196 научных трудов и 16 монографий:
- Гигиенические вопросы проектирования жилищ в условиях жаркого климата (1961).
- Вопросы профилактики алиментарных токсикозов и мероприятия по борьбе с ядовитыми сорняками в Самаркандской области. Медицина, (1967).
- Необычное сочинение. Сценарий научно-популярного фильма (1970), фильм вышел в прокат в 1972 году.
- Программированное пособие по эпидемиологии(1978)
- Руководство по кишечным инфекциям. Медицина(1980)
- Очерки развития науки в Самаркандском государственном медицинском институте за 50 лет(1980).
- Самаркандский государственный медицинский институт (1980)
- Важнейшие гельминтозы человека в Узбекистане(1989).
- Проблемы географической патологии и здравоохранения г. Самарканда и Самаркандской области за 50 лет(1980.
- Комплексный метод определения степени потенциальной эпидемиологической опасности водного пути передачи заболеваний(1988).
- Лекции по эпидемиологии(1990).
- Учебник по эпидемиологии для вузов республики на узбекском языке(1992)

Публикации за 2010—2018 годы:
- Рифмованные мысли
- Лев Васильевич Громашевский
- Марк Александрович Поповский
- Дмитрий Миронович Стонов
- Шабсай Давидович Мошковский
- Павел Ефимович Заблудовский
- Захарий Григорьевич Френкель
- Записки эпидемиолога
- К 90-летию П. М. Лернера
- Айзик Абрамович Вайман
- Истории забавные и не очень
- Шляхов, Эль Наумович
- Мусабаев Исак Курбанович
- Кадыров Владимир Николаевич
- Лось Марк Владимирович
- Ковалева Елена Петровна
- Жуков — Вережников Николай Николаевич
- Заиров Каюм Сабирович
- Дихтяр Соломон Романович
- Руднев Владимир Иванович
- Онищенко Геннадий Григорьевич
- Махмудова Наима Махмудовна
- Лемелев Владимир Романович
- Абрамович Стенли
- Абрисы
- Записные книжки
- Позиция ООН по ситуации с болезнью эбола — полная некомпетентность, или откровенный цинизм. 2014.
- ВИЧ — СПИД — Непопулярная и бесхозная инфекция. 2015
- Обама, лихорадки Эбола,Зика и истинная эпидемиологическая ситуация в мире. 2016.
- Новые изыски о болезни Эбола.2016
- О «влиянии» птичьего гриппа на Эйфелеву башню.2016
- ОТКРЫТОЕ ПИСЬМО Генеральному директору ВОЗ, д-р Маргарет Чен.
- Профессору медицины и права из Университета Оттавы Амиру Аттарану. 2016
- Истинное лицо ВОЗ. 2017
- К вопросу о ликвидации ВИЧ-инфекции. 2017 . ..
- ОСТОРОЖНО-ГРУБАЯ АФЕРА «БОЛЕЗНЬ». Икс 2019
- ОЧЕНЬ ВАЖНО.КОРОНА ВИРУСНАЯ БОЛЕЗНЬ. Правда и вымыслы 2020 -

## Награды
- За доблестный труд в Великой Отечественной войне (1946)
- За трудовое Отличие (1971)
- Тридцать лет победы в Великой Отечественной войне (1975)
- Почетный Гражданин Пай-Арыкского района Самаркандской области (1980)
- Ветеран труда (1985)
- Сорок лет победы в Великой Отечественной войне (1985)
- Юбилейная медаль Совета Министров СССР — за большой вклад в развитие биологической и медицинской науки, а также за разработку теории и практики борьбы с гельминтозами (1978).